# 鼎町
鼎町（かなえまち）は、かつて長野県下伊那郡に存在した町。1984年（昭和59年）、飯田市へ編入合併。以来、同市のほぼ中央に位置している地区の名称となる。
本項では町制前の名称である鼎村（かなえむら）についても述べる。

## 歴史
- 1875年（明治8年）1月23日 - 筑摩県伊那郡山村・名古熊村・一色村が合併して鼎村となる。3村の合併を古来中国に伝わる3脚の器である鼎にちなみ、飯田市立鼎小学校初代校長が命名。
- 1876年（明治9年）8月21日 - 鼎村が長野県の所属となる。
- 1879年（明治12年）1月4日 - 郡区町村編制法の施行により、鼎村が下伊那郡の所属となる。
- 1881年（明治14年） - 鼎村の一部が分立して稲井村となる。
- 1889年（明治22年）4月1日 - 町村制の施行により、鼎村・稲井村の区域をもって鼎村が発足。
- 1954年（昭和29年）4月1日 - 鼎村が町制施行して鼎町となる。
- 1984年（昭和59年）12月1日 - 飯田市に編入。同日鼎町廃止。

## 地区
鼎には以下の10地区がある。
- 切石（きりいし）
- 名古熊（なごくま）
- 一色（いっしき）
- 上山（かみやま）
- 下山（しもやま）
- 上茶屋（かみちゃや）
- 下茶屋（しもちゃや）
- 中平（なかだいら）
- 西鼎（にしかなえ）
- 東鼎（ひがしかなえ）

## 交通
- JR飯田線
  - 切石駅
  - 鼎駅
  - 下山村駅
- 国道
  - 国道151号
  - 国道153号
  - 国道256号

## 教育

### 幼稚園
- 鼎幼稚園

### 保育園
- 明星保育園
- 鼎東保育園
- 鼎みつば保育園

### 小学校
- 鼎小学校

### 中学校
- 鼎中学校

### 高等学校
- 長野県飯田OIDE長姫高等学校(合併後)
- 長野県下伊那農業高等学校

### 図書館
- 町立鼎図書館